# Jérôme Boateng
Jérôme Boateng (Berlin, 3. rujna 1988.) njemački je nogometaš ganskih korijena koji igra na poziciji braniča. Trenutačno igra za LASK Linz.

## Karijera

### Klupska karijera
Jérôme Boateng igra na poziciji središnjeg obrambenog. Igrač ima velike fizičke predispozicije te može nastupati na svim obrambenim pozicijama. Kao mladi igrač, karijeru je započeo u klubu Tennis Borussia Berlin, dok se 2002. "pridružuje" berlinskoj Herthi.

#### Hertha Berlin
Boateng je u klub došao u dobi od 13 godina, preciznije 1. srpnja 2002. godine. Kao i njegov reprezentativni kolega Khedira, i Boateng je u klubu igrao za sve starosne kategorije te nastupao za drugu momčad kluba (jedna sezona), prije nego što je postao članom prve momčadi kluba.
Prvoj momčadi Herthe Berlin priključen je 31. siječnja 2007. godine, tokom zimske stanke, u sezoni 2007./08. Debitirao je u gostujućoj utakmici protiv Hannovera 96, u tamošnjoj AWD Areni. Uskoro je postao standardni igrač u momčadi, sa svega 18 godina starosti.
22. kolovoza 2007. igrač napušta klub i odlazi u HSV koji je vrbovao igrača. Tada su i njemački mediji pisali da je to bio razlog zašto je Boateng odbio potpisati novi petogodišnji ugovor s Herthom.

#### HSV
Boateng u ljeto 2007. dolazi u Hamburger SV, u transferu vrijednom 1,1 mil. eura. Igrač je u Hamburgu proveo dvije uspješne sezone te postao važan dio momčadi koja se u sezoni 2008./09. borila za naslov prvaka dok se dvije sezone natjecala u polufinalu Europske lige.
Nakon impresivnih igara za klub u sezoni 2009./10., Boateng se odlučuje za njemačku reprezentaciju, umjesto ganske. Time je igrač osigurao mjesto u njemačkoj momčadi koja sudjeluje na Svjetskom prvenstvu u Južnoj Africi 2010.
Također, tokom posljednje sezone u HSV-u, za Boatenga su interes pokazali Manchester City i Arsenal.

#### Manchester City
5. lipnja 2010. engleski premijerligaš Manchester City potvrdio je transfer igrača u klub, vrijedan 10 mil. GBP. Petogodišnji ugovor s igračem potpisan je završetkom Svjetskog prvenstva u JAR-u.
Za klub je debitirao u susretu protiv Chelseaja 25. rujna 2010. ušavši u igru kao zamjena. Svoj debi za City u prvom sastavu imao je u Europskoj ligi protiv Juventusa gdje je igrao na poziciji desnog beka.

#### FC Bayern München
U lipnju 2011. Boateng je izrazio želju za napuštanjem kluba i odlaskom u Bayern kako bi osigurao daljnje nastupe u njemačkoj reprezentaciji.
14. srpnja 2011. Bayern je potvrdio transfer igrača u klub vrijedan 13,5 milijuna eura. S Boatengom je potpisan četverogodišnji ugovor te mu je dodijeljen dres s brojem 17 koji je nosio u Manchester Cityju te tijekom većine karijere u HSV-u.

### Reprezentativna karijera
Boateng je nekoliko puta nastupao za njemačke U16, U17 i U19 reprezentativne selekcije. 5. srpnja 2007., tadašnji izbornik Frank Engel pozvao ga je u U19 reprezentaciju kao člana momčadi koja je nastupala na Europskom prvenstvu u Austriji (od 16. do 27. srpnja) Njemačka je na tom turniru osvojila treće mjesto.
Jérôme Boateng je s njemačkom reprezentacijom do 21 godine osvojio europski naslov 2009., dok je 10. listopada 2009. debitirao za seniorsku reprezentativnu momčad, na utakmici protiv Rusije. Na toj utakmici, Boateng je isključen u drugom poluvremenu utakmice, nakon drugog žutog kartona.
Njemački izbornik Joachim Löw uvrstio je Boatenga na popis njemačkih reprezentativaca koji nastupaju na Svjetskom prvenstvu u Južnoj Africi 2010. Tako je Boateng 23. lipnja 2010. imao priliku igrati protiv svog polubrata Kevin-Princea koji je nastupao za Ganu. Utakmica je završena pobjedom Njemačke, rezultatom 1:0. To je bio prvi primjer u povijesti nogometa, da dva brata nastupe međusobno na suprotnim stranama na nekom Svjetskom prvenstvu.
S Elfom je 2014. godine postao svjetski prvak osvojivši Svjetsko prvenstvo koje se održavalo u Brazilu.
Njemački nogometni izbornik objavio je u svibnju 2016. popis za nastup na Europsko prvenstvo u Francuskoj, na kojem se nalazi Boateng.

## Privatni život
Otac igrača je Ganac, dok je majka Njemica. Igrač ima sestru Avelinu i dva brata. Kevin-Prince također je nogometaš, te nastupa kao srednji vezni u Schalkeu 04, dok se George Boateng ne bavi nogometom. Jérôme Boateng nije u rodu s Georgeom Boatengom, bivšim nizozemskim reprezentativcem ganskog podrijetla te nekadašnjim igračem Aston Ville i Middlesbrougha.
"Tehnički", Kevin-Prince je Jérômeov polubrat te je za razliku od brata po ocu, odabrao Ganu kao reprezentaciju za koju će nastupati. To je razlog zbog čega braća međusobno ne razgovaraju. Stric Jérôme Boatenga, također je nekad nastupao za gansku nogometnu reprezentaciju.
Jérôme Boateng ima dvojno državljanstvo, odnosno posjeduje njemačku i gansku putovnicu. 
Boateng je optužen za nanošenje ozljeda bivšoj djevojci, s kojom ima dvije kćeri, tijekom svađe na odmoru 2018. godine. Novčano je kažnjen s 1.8 milijuna eura te mu je prijetila kazna do pet godina zatvora.

## Osvojeni trofeji

### Klupski trofeji
| Klub            | Trofej                     | Godina / sezona |
| Engleska        | Engleska                   | Engleska        |
| --------------- | -------------------------- | --------------- |
| Manchester City | FA Kup                     | 2011.           |
| Njemačka        |                            |                 |
| Bayern München  | Njemački Superkup          | 2012.           |
| Bayern München  | Bundesliga                 | 2012./13.       |
| Bayern München  | DFB-Pokal                  | 2013.           |
| Bayern München  | Liga prvaka                | 2012./13.       |
| Bayern München  | Superkup Europe            | 2013.           |
| Bayern München  | Svjetsko klupsko prvenstvo | 2013.           |
| Bayern München  | Bundesliga                 | 2013./14.       |
| Bayern München  | DFB-Pokal                  | 2014.           |

### Reprezentativni trofeji
| Njemačka               | Njemačka | Njemačka |
| Natjecanje             | Trofej   | Godina   |
| ---------------------- | -------- | -------- |
| U19 europsko prvenstvo | bronca   | 2007.    |
| U21 europsko prvenstvo | zlato    | 2009.    |
| Svjetsko prvenstvo     | bronca   | 2010.    |
| Svjetsko prvenstvo     | zlato    | 2014.    |

## Vanjske poveznice
- Službena web stranica igrača
- Profil igrača na stranicama HSV-a  Arhivirana inačica izvorne stranice od 22. prosinca 2008. (Wayback Machine)
- Profil igrača na stranicama Bundeslige  Arhivirana inačica izvorne stranice od 21. veljače 2009. (Wayback Machine)
- Profil igrača na Fussballdaten.de